# Edoardo Padovani
Edoardo Padovani (Venezia, 15 maggio 1993) è un rugbista a 15 italiano, attivo nel ruolo di estremo del Mogliano Veneto in Serie A Élite.

## Biografia
Veneziano, figlio di un agente di commercio e di un'architetta d'interni, crebbe rugbisticamente nelle giovanili del Mogliano, lì portato da Giovanni Benvenuti, il fratello dell'altro rugbista internazionale Tommaso.
Cresciuto ispirandosi all'australiano Stephen Larkham, si trasformò da mediano di mischia ad apertura con il crescere della sua altezza.
Formatosi per un biennio all'accademia federale Ivan Francescato nel 2012 tornò a Mogliano con cui nella prima stagione da titolare vinse il titolo di campione d'Italia.
Dopo un'ulteriore stagione a Mogliano fu acquistato dalla franchise parmigiana di Pro12 delle Zebre.
Il 14 febbraio 2016 l'allora C.T. della nazionale italiana Jacques Brunel fece esordire Padovani a Roma contro l'Inghilterra (risultato 9-40) nel corso del Sei Nazioni di quell'anno, per poi proporlo continuativamente nel ruolo di apertura in alternanza a Carlo Canna.
A fine stagione 2016-17, con il fallimento societario delle Zebre e il subentro di una nuova società con lo stesso nome, Padovani, che non aveva firmato il rinnovo, fu ingaggiato dal club francese del Tolone che cercava un rimpiazzo per l'estremo Leigh Halfpenny rientrato in Galles; la F.I.R. tentò di bloccare il trasferimento non concedendo il nulla-osta asserendo che Padovani era ancora sotto contratto con le Zebre e, quindi, con la Federazione stessa ma Padovani obiettò che i suoi obblighi erano verso la precedente società fallita, non verso quella nuova con la quale non aveva rinnovato alcun impegno.
Il 28 agosto 2017, alfine, giunse il nulla-osta della F.I.R. al trasferimento e con esso la possibilità di essere ufficialmente tesserato per Tolone.
Dopo solo 5 mesi in Francia, tuttavia, Padovani rescisse il contratto con Tolone e tornò alle Zebre a partire da gennaio 2018.
Rientrato in nazionale in occasione dei test match di fine anno 2018, un anno più tardi fu incluso nella lista dei convocati alla Coppa del Mondo 2019 in Giappone.

## Palmarès
- Pro14 Rainbow Cup: 1
Benetton Treviso: 2020-21
- Campionati italiani: 1
Mogliano: 2012-13